# Ana Jacoba García de Zúñiga
Ana Jacoba García de Zúñiga (Gobernación del Río de la Plata, 1735 - ?) fue una criolla porteña, considerada una de las patricias argentinas. Fue madre de los patriotas Martín e Ignacio Warnes y hermana de Esteban y Juan Francisco García de Zúñiga.

## Biografía
Sus padres fueron el general Alonso Mateo García de Zúñiga y Juana Lízola Escobar (descendiente de Alonso de Escobar).  
Se casó el 19 de agosto de 1765 en la Iglesia del Santo Hospital de Belén con Manuel Antonio Warnes, rico comerciante que ejerció como alcalde de Buenos Aires en dos oportunidades. 
Una de sus hijas, Manuela Warnes, casó con el general José Joaquín Prieto, y ocupó el cargo protocolar de primera dama de Chile durante el mandato presidencial de su marido.  